# Podział administracyjny Mauritiusa
Mauritius dzieli się na 9 dystryktów. Trzy zamieszkane obszary, należące do tego państwa, lecz położone poza wyspą Mauritius, mają status dependencji.
Dystrykty:
1. Black River (stolica: Tamarin)
2. Flacq (stolica: Centre de Flacq)
3. Grand Port (stolica: Mahébourg)
4. Moka (stolica: Moka)
5. Pamplemousses (stolica: Pamplemousses)
6. Plaines Wilhems (stolica: Beau Bassin-Rose Hill)
7. Port Louis (stolica: Port Louis)
8. Rivière du Rempart (stolica: Poudre d’Or)
9. Savanne (stolica: Souillac)

Dependencje:
1. Wyspy Agalega
2. Cargados Carajos
3. Rodrigues (stolica: Port Mathurin)